# 중화민국 주재 외국공관 목록

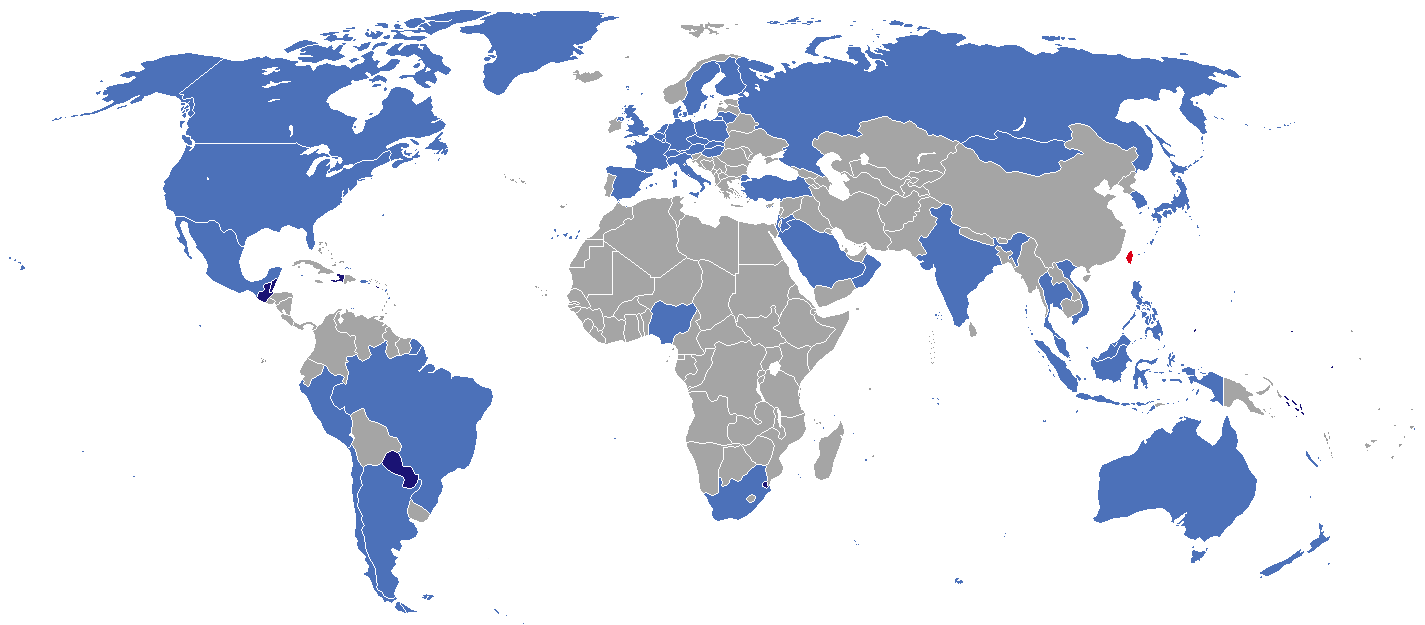
중화민국에 설치한 외국공관들

중화민국 주재 외국공관에는 대사관이 있으며, 무역 및 문화 사절단에는 대표 사무소가 포함되어 있다. 특별한 정치적 지위와 하나의 중국 정책 때문에, 중화민국(대만)은 타이베이에 대사관을 가진 12개국만이 인정한다. 또한 중화민국과 외교 관계가 없는 약 60개국이 대만에 무역사무소 등 비공식 사무소를 설치하여 다양한 직함을 보유하고 있다. 그러나 중화인민공화국의 반대로 파푸아뉴기니, 소말리아, 오만, 일본, 미국의 비공식 대표 사무소를 제외하고 비공식 대표 사무소의 직함에는 "대만"이라는 단어가 없다. 대만일치시기 동안, 중화민국과 미국을 포함한 많은 나라들이 타이베이에 영사관을 두고 있었다.

## 대사관
- 벨리즈
- 에스와티니[4]
- 과테말라
- 아이티
- 바티칸 시국
- 마셜 제도
- 팔라우
- 파라과이
- 세인트키츠 네비스
- 세인트루시아[5]
- 세인트빈센트 그레나딘
- 투발루

## 대표부, 무역 및 지사
타이베이
- 아르헨티나 (아르헨티나 무역문화청)[6]
- 오스트레일리아 (타이베이 주재 오스트레일리아 사무소)[7]
- 오스트리아 (오스트리아 타이베이 사무소) 및 (오스트리아 상업 사무소)[8]
- 벨기에 (벨기에 타이베이 사무소)[9]
- 브라질 (타이베이 주재 브라질 상업 사무소)[10]
- 브루나이 (브루나이 다루살람 무역 관광 사무소)[11]
- 캐나다 (타이베이 주재 캐나다 무역 사무소)[12]
- 칠레 (칠레 무역 사무소)[11]
- 체코 (체코 경제 문화 사무소)[13]
- 덴마크 (타이베이 덴마크 무역 위원회)[14]
- 유럽 연합 (유럽 경제 무역 사무소)[15]
- 핀란드 (핀란드 무역 센터)[16]
- 프랑스 (타이베이 주재 프랑스 사무소)[17]
- 독일 (타이베이 독일 연구소)[18] 및 (독일 무역 사무소 타이페이)[19]
- 헝가리 (타이베이 헝가리 무역 사무소)[20]
- 인도 (인도-타이베이 협회)[21]
- 인도네시아 (인도네시아 경제무역 사무소 타이페이 주재)[22]
- 이스라엘 (타이베이 주재 이스라엘 경제 문화 사무소)[23]
- 이탈리아 (이탈리아 경제통상문화진흥실)[24]
- 일본 (일본대만교류협회)[25]
- 요르단 (요르단 상업 사무소)[11]
- 리투아니아 (리투아니아 무역대표부)[26]
- 룩셈부르크 (룩셈부르크 타이베이 무역 투자 사무소)[27]
- 말레이시아 (말레이시아 타이베이 우호 무역 센터)[28]
- 멕시코 (멕시코 무역 서비스 문서 및 문화 사무소)[29]
- 몽골 (울란바토르 무역경제대표부)[11]
- 네덜란드 (네덜란드 타이베이 사무소)[30]
- 뉴질랜드 (뉴질랜드 상공 사무소)[31]
- 오만 (오만-타이완 술탄국 상무부)[32]
- 파푸아뉴기니 (타이완 파푸아뉴기니 무역 사무소)[11]
- 페루 (페루 타이베이 상업 사무소)[33]
- 필리핀 (마닐라 경제 문화 사무소)[34]
- 폴란드 (타이베이 폴란드 사무소)[35]
- 러시아 (모스크바-타이베이 경제문화협력조정위원회 타이베이 대표실)[36]
- 사우디아라비아 (타이베이 주재 사우디아라비아 무역 사무소)[37]
- 싱가포르 (싱가포르 타이베이 무역 사무소)[38]
- 슬로바키아 (슬로바키아 경제 문화 사무소)[39]
- 소말릴란드 (소말릴란드 타이베이 대표부)[40]
- 남아프리카 공화국 (남아프리카 공화국 연락 사무소)[41]
- 대한민국 (주타이베이 대한민국 대표부)[42]
- 스페인 (스페인 상공회의소)[43]
- 스웨덴 (스웨덴 무역 투자 이사회)[44]
- 스위스 (스위스 산업 무역 사무소)[45]
- 태국 (태국 무역 경제 사무소)[46]
- 튀르키예 (타이베이 주재 튀르키예 무역 사무소)[47]
- 영국 (타이베이 영국 사무소)[48]
- 미국 (미국재대만협회)[49]
- 베트남 (타이베이 주재 베트남 경제문화 사무소)[50]

신베이
- 나이지리아 (나이지리아 무역 사무소)[51]

타이베이
- 코트디부아르 (명예통상사무소)
- 그리스 (A.H. 그리스 수출 촉진 기구 사무실)[52][53]

가오슝
- 독일 (명예통상사무소)
- 일본 (일본-대만교류협회, 가오슝 사무소)
- 파푸아뉴기니 (명예통상사무소)
- 필리핀 (마닐라 경제 문화 사무소, 가오슝 사무소)
- 미국 (대만 미국 연구소, 가오슝 사무소)

타이중
- 필리핀 (마닐라 경제 문화 사무소, 타이중 사무소)

## 명예 영사관
가오슝
- 과테말라
- 투발루

타이중
- 과테말라

## 같이 보기
- 중화민국의 재외공관 목록